# Aloisia Brial
Aloisia Brial (Matāʻutu, 1895 – Matāʻutu, 12 luglio 1972) è stata regina regnante di Uvea dal 1953 al 1958.

## Biografia
Nata principessa Tautu'u e più nota con il cognome del consorte Julien Brial (1884-1947), è stata la quarta regina (lavelua nella lingua wallisiana) dell'isola di Uvea, il più importante dei tre regni tradizionali dell'arcipelago di Wallis e Futuna, in Oceania, riconosciuti dalla Francia. La precedettero: Toifale, Falakika Seilala, Amelia.
Appartenente alla seconda dinastia Takumasiva, in cui i regnanti venivano tassativamente scelti dal Consiglio, Aloisia sposò giovanissima il ricco commerciante, di origini catalane, Jiulien Brial che, giunto nell'isola nel 1910, era riuscito a monopolizzarne l'economia. Ebbero dieci figli, i discendenti dei quali tuttora ricoprono importanti ruoli in campo politico e commerciale.
La principessa partecipava attivamente alla vita pubblica di Wallis e, nel 1953, già vedova, succedette al re Soane-Toke. Si insediò subito, accompagnata dai figli, nel palazzo reale di fronte al mare e vicino alla cattedrale di Mata-Utu. Nominò primo ministro Tomasi Kulimoetoke che, negli anni successivi, avrebbe esercitato grande influenza.
La regina condivise la decisione del presidente della Repubblica francese René Coty di trasformare lo status delle isole da protettorato in collettività d'oltremare e si occupò, nell'ambito della maggiore autonomia, dell'amministrazione di Wallis dato che la Francia concedeva alla monarchia ampio spazio, soprattutto per quanto riguardava le relazioni con gli abitanti (circa 9.000 su una superficie di 96 km²).
Le poste locali hanno dedicato alla regina Aloisia un francobollo, in quanto donna sovrana unitamente a Elisabetta II del Regno Unito, Giuliana dei Paesi Bassi, Carlotta di Lussemburgo e Salote Tupou III di Tonga.
Il suo regno, durato quasi cinque anni, è stato caratterizzato da instabilità politica. La sovrana, giudicata troppo autoritaria, fu oggetto di contestazioni e nel 1957 messa in minoranza dal Consiglio Reale, ma rifiutò di abdicare. La tensione giunse al massimo livello quando il distretto di Mu'a minacciò la secessione. La monarca, incitata dal primo ministro, diede le dimissioni il 12 settembre 1958, anche perché non approvava l'eccessiva ingerenza nella cultura locale da parte delle guarnigioni militari statunitensi presenti nelle isole, ritirandosi a vita privata. Morì il 12 luglio 1972 all'età di 77 anni. Dal 12 settembre 1958 al 12 marzo 1959 il titolo reale era vacante e i poteri esercitati dal governo fino alla successione del re Tomasi Kulimoetoke II.

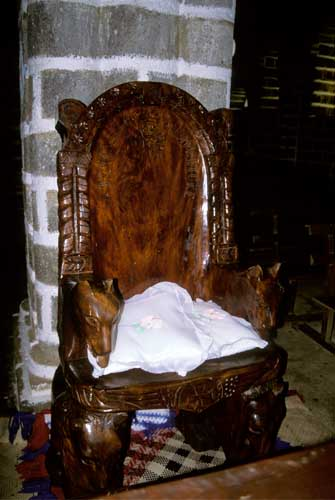
Il trono dei re di Wallis
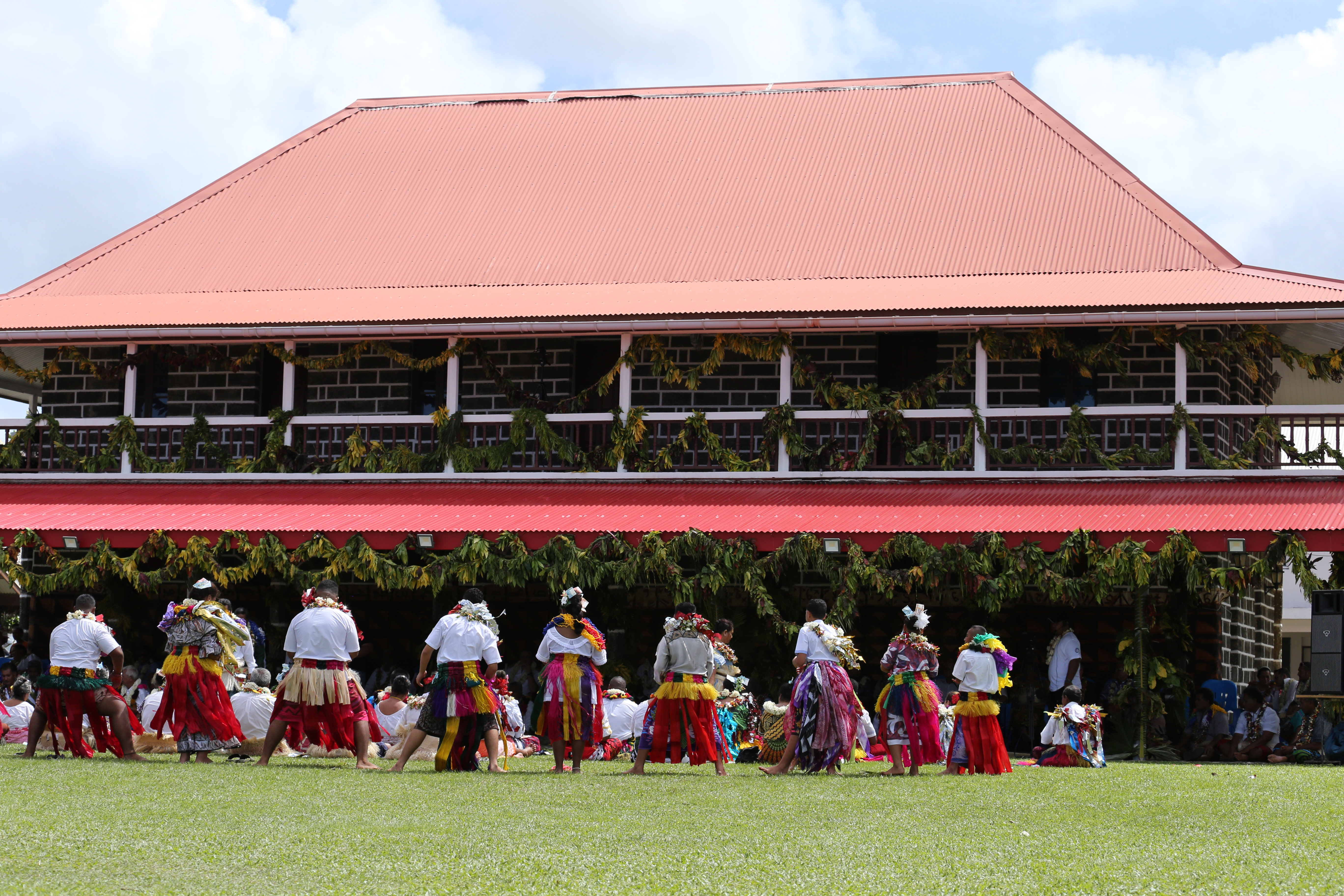
Il palazzo reale a Mata-Utu
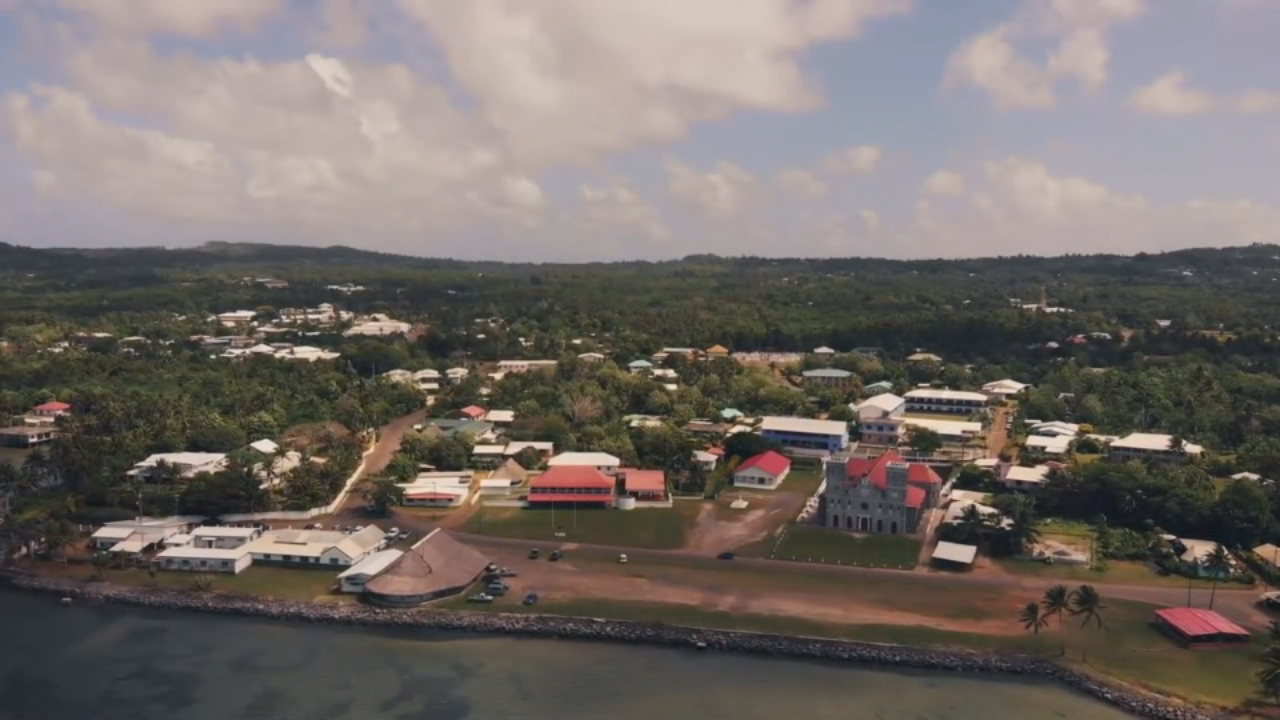
Il palazzo reale e la cattedrale a Mata-Utu
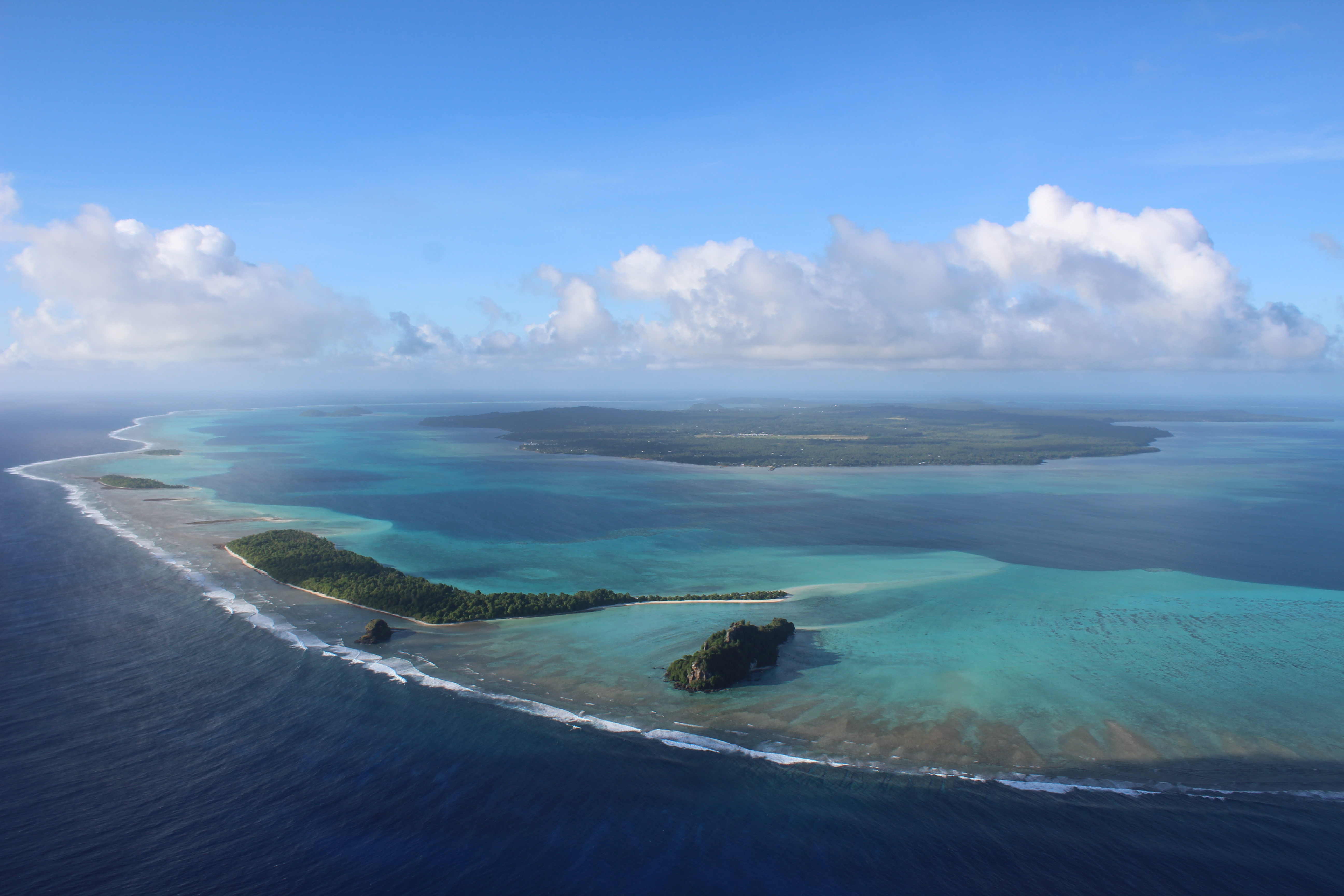
L'isola di Wallis